# South Ayrshire
South Ayrshire (schottisch-gälisch Siorrachd Inbhir Àir a Deas) ist eine von 32 Council Areas in Schottland. Sie umfasst den südlichen Teil der traditionellen Grafschaft Ayrshire und grenzt an East Ayrshire sowie Dumfries and Galloway. Von 1975 bis 1996 bildete South Ayrshire unter dem Namen Kyle and Carrick einen District der Region Strathclyde.

## Orte
- Alloway
- Ayr
- Ballantrae
- Barr
- Barrhill
- Crosshill
- Dailly
- Dundonald
- Girvan
- Kirkmichael
- Kirkoswald
- Lendalfoot
- Maidens
- Maybole
- Monkton
- Old Dailly
- Prestwick
- Straiton
- Tarbolton
- Troon
- Turnberry

## Sehenswürdigkeiten
- Ballast Bank
- Baltersan Castle
- Bargany Gardens
- Burns Cottage
- Burns National Heritage Park
- Carrick Forest
- Crossraguel Abbey
- Culzean Castle
- Dundonald Castle
- Girvan Beach
- Kildonan House
- Oswald’s Temple
- Souter Johnnie’s Cottage
- Stinchar Bridge
- Turnberry Castle
- Turtle Rock
- siehe auch: Liste der Kategorie-A-Bauwerke in South Ayrshire

## Politik
Der Council von South Ayrshire umfasst 28 Sitze, die sich wie folgt auf die Parteien verteilen:
| Partei                  | Sitze |
| ----------------------- | ----- |
| Conservative            | 12    |
| Scottish National Party | 9     |
| Labour                  | 5     |
| Unabhängig              | 2     |